# Maximilian Beister
Maximilian Beister est un footballeur international espoirs allemand né le 6 septembre 1990 à Göttingen, en Allemagne. Il évolue au poste de milieu offensif, d'attaquant et d'ailier.

## Biographie
Formé au Hambourg SV, il évolue deux saisons sous forme de prêt au Fortuna Düsseldorf en seconde division allemande avant de s'imposer dans son club.

## Statistiques
| Saison                | Club                  | Championnat           | Championnat | Championnat | Championnat | Coupe(s) nationale(s) | Coupe(s) nationale(s) | Coupe(s) nationale(s) | Compétition(s) continentale(s) | Compétition(s) continentale(s) | Compétition(s) continentale(s) | Compétition(s) continentale(s) | Total | Total | Total |
| Saison                | Club                  | Division              | M.          | B.          | P.d.        | M.                    | B.                    | P.d.                  | Comp.                          | M.                             | B.                             | P.d.                           | M.    | B.    | P.d.  |
| 2009-2010             | Hambourg SV           | D1                    | 2           | 0           | 0           | 0                     | 0                     | 0                     | -                              | -                              | -                              | -                              | 2     | 0     | 0     |
| Sous-total            | Sous-total            | Sous-total            | 2           | 0           | 0           | 0                     | 0                     | 0                     | -                              | -                              | -                              | -                              | 2     | 0     | 0     |
| 2010-2011             | Fortuna Düsseldorf    | D2                    | 26          | 7           | 6           | 1                     | 0                     | 0                     | -                              | -                              | -                              | -                              | 27    | 7     | 6     |
| 2011-2012             | Fortuna Düsseldorf    | D2                    | 33          | 11          | 13          | 3                     | 0                     | 0                     | -                              | -                              | -                              | -                              | 36    | 11    | 13    |
| Sous-total            | Sous-total            | Sous-total            | 58          | 18          | 19          | 4                     | 0                     | 0                     | -                              | -                              | -                              | -                              | 62    | 18    | 19    |
| 2012-2013             | Hambourg SV           | D1                    | 23          | 3           | 1           | 1                     | 1                     | 0                     | -                              | -                              | -                              | -                              | 24    | 4     | 1     |
| 2013-2014             | Hambourg SV           | D1                    | 14          | 5           | 5           | 3                     | 1                     | 0                     | -                              | -                              | -                              | -                              | 17    | 6     | 5     |
| Sous-total            | Sous-total            | Sous-total            | 37          | 8           | 6           | 4                     | 2                     | 0                     | -                              | -                              | -                              | -                              | 41    | 10    | 6     |
| Total sur la carrière | Total sur la carrière | Total sur la carrière | 97          | 26          | 25          | 8                     | 2                     | 0                     | -                              | -                              | -                              | -                              | 105   | 28    | 25    |